# Pont-de-Larn
Pont-de-Larn ist eine französische Gemeinde mit 2866 Einwohnern (Stand 1. Januar 2022) im Département Tarn in der Region Okzitanien. Sie gehört zum Arrondissement Castres und zum Kanton Mazamet-2 Vallée du Thoré.

## Lage
Pont-de-Larn liegt an den nördlichen Ausläufern der Montagne Noire (dt. „Schwarzes Gebirge“), an der Einmündung des Flusses Arn in den Thoré. Die Gemeinde befindet sich innerhalb des Regionalen Naturparks Haut-Languedoc etwa 17 Kilometer südöstlich von Castres.

## Bevölkerungsentwicklung
- 1962: 2099
- 1968: 2297
- 1975: 2304
- 1982: 2311
- 1990: 2525
- 1999: 2737
- 2006: 2847

## Sehenswürdigkeiten
- Château de Montlédier, Schloss aus dem 10./11. Jahrhundert
- Kirche Saint-Baudille aus dem 12. Jahrhundert